# Торос
Торо̀с е село в Северна България. То се намира в община Луковит, област Ловеч, приблизително на 55 km западно от град Ловеч.

## География
Селото е разположено на левия бряг на река Вит в центъра на т.нар. Витска долина. Обградено е с хълмове, в източната си част все още гористи, а в западната част на селото – покрити с лозя на селяните. Почвата и климатичните условия са благоприятни за отглеждане на овощия, ягоди и интензивни култури. Площите в непосредствена близост до река Вит са пригодени за градинарство и дават богат добив на зеленчуци и най-вече на един специфичен лук – местно производство, който не люти.
Развито е доста добре и млечното говедовъдство, за което спомагат прекрасният климат и почви.
В селото има регистрирани две кооперации с предмет на дейност селско стопанство, но и двете не развиват дейност. Пред закриване е и потребителската кооперация в селото.

## История
Селото с името Торо̀с за първи път се споменава в регистър на Никополския санджак от първата половина на 15 век. Според българския езиковед Йордан Заимов името на селото произлиза от думата тор плюс задпоставен член ос. Названието на селото може и да е от арменски произход – от личното име Торо̀с, арменизиран вариант на гръцкото лично име Теодорос и означава „Божи дар“, според езиковеда от Софийски университет Петър Голийски. През 1430 г. жителите на селото са регистрирани с 3 домакинства. В архивен документ от 922 г. по хиджра (1516 г.), валиден по времето на султан Селим I, е споменато село Торос сред селата, в които живеят мюсюлмански семейства. Важни исторически данни за Торос се откриват и в регистъра на войнуците от 1548 г. От регистъра проличава, че част от мъжкото население били войнуци и ямаци. Войнуците били спомагателно поделение на османската конна войска и са били част от населението със специален статут.
Към 1893 година в селото живеят 678 помаци, а според данни от 1881 година броят им достига 1414.
До 1954 г. селото се нарича Торо̀с. След това се нарича Лазар Станево до 4 октомври 1991 година, когато с Указ 306 на Президента на Република България е възстановено историческото наименование Торо̀с.
Селото е основано от траките. Между него и другото село Дерманци има около 70 могили от траките.

## Население
Численост и дял на етническите групи според преброяването на населението през 2011 г.:
|                     | Численост | Дял (в %) |
| Общо                | 1608      | 100,00    |
| Българи             | 1340      | 83,33     |
| Турци               | 53        | 3,29      |
| Цигани              | 23        | 1,43      |
| Други               | 12        | 0,74      |
| Не се самоопределят | 5         | 0,31      |
| Неотговорили        | 175       | 10,88     |

## Говор
Тороският говор се включва в така наречения галатски говор, който обхваща селата Галата, Градежница, Глогово, Бабинци, Български извор (старото му име е Турски извор) в Тетевенско, Кирчево (старо име Помашка лешница) в Угърчинско, Добревци в общ. Ябланица и Румянцево (старо име Блъсничево).

## Обществени институции
- В местното читалище „Борба“, което разполага с богат библиотечен фонд с над 30 000 заглавия, родолюбивите торосчани са събрали и съхранили интересна музейна сбирка от местни носии, археологически останки, намерени в околностите на селото, стари битови предмети, книги и много други. За будния дух на жителите и родените тук говори и непрекъснатата читалищна активност – постановки за деца и възрастни, певческа група, танцов детски състав. Читалището е място за срещи и обсъждания на местната културна общественост.
- Селото е единственото в окръга, в което само допреди 6 години функционираха две училищни сгради – тази на учениците до 4 клас, т.нар. старо училище, и новата сграда – модерна двуетажна постройка, в която сега се помещават всички училищни стаи на учениците от 1 до 8 клас.
- В селото има построени православна църква и интересна архитектура и джамия, която поради липса на средства отдавна не работи.

## Културни и природни забележителности
В центъра на селото издига ръст паметник на земеделския водач от местна величина Лазар Станев, на когото е било преименувано и самото село в годините на тоталитаризма. До 1990-те години къщата на Лазар Станев е музей, но e реституирана.
Културното наследство на селото е цяла съкровищница, тъй като по тези места е имало заселници армено-павликяни от византийско време, привлечени от благоприятните климатични и географски дадености.

## Редовни събития
Местният традиционен есенен панаир датира от около 100 години и никога не е преставал да се провежда. На Кръстовден, или сега най-често става в последните събота и неделя на септември, в панаирището – специално общинско място, предназначено за този панаир, се събират сергии и търговци от близо и далеч и обменят стоки. Панаирът е широко известен в околността.

## Известни личности
- В село Торос са родени:
- големият спортен журналист Николай Колев - Мичмана и кинокритичката Вера Найденова. Детските си години тук прекарва и завършва местното училище депутатът от Великото народно събрание и от XXXVI народно събрание Христо Марков Марков.
- Марио Димитров – бивш заместник-министър на правосъдие
- доц. д-р Братой Копринаров – Директор на Колежа по международен туризъм в Бургас
- арх. Нелсон Макнев Ненов – народен представител в XXXVII народно събрание, 11 избирателен район – Ловеч
- Лазар Станев – антифашист (1897 – 1938)
- подп. Мариан Николов Маринов- Военен полицай
- Мария Петрова (1940 – 2023), певица, изпълнителка на шлагери, стари градски песни и авторски песни на шлагерна основа
- Трифон Петков, български революционер от ВМОРО, четник на Апостол Петков[6]
- Петко Пешев – антифашист и ятак. На него има кръстен вир на река Вит, край селото.